# Guzmania subcorymbosa
Genre
Classification APG II (2003)
Guzmania subcorymbosa est une espèce de plantes de la famille des Bromeliaceae.

## Distribution
L'espèce se rencontre en Colombie, au Costa Rica et au Panama.